# Antoaneta Tănăsescu
Antoaneta Tănăsescu (n. 17 ianuarie 1941, București, România – d. 9 decembrie 2013, București, România) a fost un filolog, critic și teoretician literar, profesor universitar la Facultatea de Litere a Universității din București. 

## Studii
În 1957 a absolvit cu Diplomă de Onoare, Liceul „Gh. Șincai”, București .
În 1962 devine licențiată cu Diplomă de Merit, Facultatea de Filologie, Universitatea din București. 
În 1976 devine Doctor în Filologie, teza Conceptul de specific național.

## Experiență profesională
În 1962 obține prin repartiție guvernamentală pentru învățământul universitar funcția de preparator, asistent stagiar, asistent titular prin concurs (1970), lector titular prin concurs (1979), conferențiar titular prin concurs (1991). Catedra: Teoria literaturii. 1997-1998, prodecan al Facultății de Litere, Pe data 1 iulie 1998 este numită prin Decret Prezidențial membru în Consiliul Național al Audiovizualului.
În perioada 2001-2004, a fost prodecan al Facultății de Litere. 

## Activitate didactică universitară
Cursuri și seminarii generale: Teoria literaturii, Retorica generală și comportamentală. Opționale, speciale: Anatomia dramaticului, Personaj/e, Postmodernism și avangardă, Retorica negației și a contestației, Intermediarul, Genuri și specii. 

## Activitate științifică
2003, membru în grantul de cercetare CNCSIS cu tema: Regândind locul teoriei literare în școală, în universitate și în câmpul disciplinelor umaniste. Structurarea terminologică a câmpului cercetării în teoria literaturii și în științele umane conexe, grant condus de prof. dr. Mircea Martin. Membru în colectivul care redactează Dicționarul general de terminologie literară și culturală, condus de prof. Mircea Martin. 

## Volume individuale
- Destin teatral Aurel Baranga, București, Ed. Eminescu, 1986, 190 p.
- Ten steps closer to Romania, Bucharest, The Romanian Cultural Fundation Publishing House, 1999, 274 p.
- Proiecte universitare. Personaj/e. Retorica negației și contestației: procedee, circumstanțe, urmări. Anatomia dramaticului. Unde sunt manierele de altădată?, București, Ed. Universității din București, 2001, 144 p.
- Unde sunt manierele de altădată?, București, Ed. Gramar, 2002, 240 p.
- Breviar de retorică, București, 2002, 145 p.
- Strategii ale comportamentului european, București, Ed. Paideia, 2003, 160 p.
- Sinteze de teorie literară, București, Ed. Paideia, 2004, 150 p.

## Antologii
A îngrijit următoarele antologii:
- Misiunea scriitorului contemporan, prefață, notă asupra ediției, antologie, București, Ed. Eminescu, 1974, 325 p.
- Geo Bogza interpretat de…, prefață, notă asupra ediției, antologie, cronologie, bibliografie, București, Ed. Eminescu, 1976, 270 p.
- Cumpăna cuvântului, 1939-1945. Mărturii ale conștiinței românești în anii celui de al doilea război mondial. Introducere de George Ivașcu, București, Ed. Eminescu, 1977, 598 p.
- Discursuri de recepție la Academia Română, ediție îngrijită de Octav Păun și Antoaneta Tănăsescu, Prefață de Octav Păun, Documentar de Antoaneta Tănăsescu, București, Ed. Albastros, 1980, 398 p. A îngrijit numeroase ediții de autor și a semnat numeroase prefețe sau postfețe.

## Publicistică
A publicat studii și articole în revistele România literară, Observator cultural, Dilema veche, „Analele Universității din București”, „Limbă și literatură”, „Cahiers roumains d’études littéraires, „România literară”, „Viața Românească, „Amfiteatru” (1965-1990). 
- A ținut o rubrică de cronica cinematografică la „Contemporanul” (1961-1972).
- A ținut o rubrică de Cronica radio-tv: la „România literară”. Tele-glose (1972), apoi timp de 25 de ani (1972-1997) cronica săptămânală radio, semnată până în 1990 cu pseudonimul Ioana Mălin.
- A realizat numeroase adaptări și dramatizări radiofonice (1983-1995): Marin Preda, Moromeții, teatru radiofonic serial (6 transmisiuni pe săptămână, fiecare episod având 45-50 de minute), Întâlnirea din pământuri, Dimineața de iarnă. Mihail Sadoveanu, Nopți de Sânziene, Locul unde nu s-a întâmplat nimic, Morminte, Venea o moară pe Siret. Franz Kafka, Metamorfoza. Th. Mann, Lotte la Weimar (teatru radiofonic serial), Tristan. Profil teatral (transmisiuni de 90-120 de minute). Ileana Predescu, Biografia teatrului radiofonic.